# Madison (Georgia)
Madison – miasto w Stanach Zjednoczonych, w stanie Georgia, siedziba administracyjna hrabstwa Morgan.